# Britta Kripke
Britta Kripke (* 3. Juli 1977 in Hamburg) ist eine deutsche Sportlerin im Rollstuhlrugby.
Als erste und bisher einzige Frau spielt Britta Kripke seit 2015 im deutschen Rollstuhlrugby-Nationalteam. Die Athletin nutzt wegen einer fortschreitenden neuromuskulären Erkrankung (HMSN I) einen Rollstuhl. Aufgrund ihrer verhältnismäßig starken körperlichen Behinderung ist sie mit der zweitniedrigsten Punktzahl (1,0 Punkte) klassifiziert.
Britta Kripke nahm bereits an mehreren Europameisterschaften teil und wurde 2015 Deutsche Vize-Meisterin. Im Ligabetrieb tritt sie für ihren Heimatverein Alstersport e.V., Hamburg, in der 1. Bundesliga an.